# Bleed It Out
"Bleed It Out" é uma canção da banda norte-americana de rock Linkin Park, lançada em 2007.

## Faixas

### Download digital
1. "Bleed It Out" – 2:44
2. "What I've Done" (remix distorcido) – 3:47
3. "Given Up" – 3:08

### CD 1
1. "Bleed It Out"
2. "Given Up"

### CD 2 (União Africana)
1. "Bleed It Out" – 2:46
2. "What I've Done" (remix distorcido) – 3:50
3. "Given Up" – 3:08

### 7" (picture disc)
- Lado A: "Bleed It Out"
- Lado B: "What I've Done" (remix distorcido)

## Posições
| Top (2007)                                            | Melhor posição |
| ----------------------------------------------------- | -------------- |
| Alemanha - Top 100                                    | 40             |
| Austrália - Top 50                                    | 24             |
| Canadá - Hot 100 Singles                              | 22             |
| Estados Unidos - Billboard Hot 100                    | 52             |
| Estados Unidos - Billboard Hot Faixa de Rock Moderno  | 2              |
| Estados Unidos - Billboard Hot Mainstream Rock Tracks | 3              |
| Nova Zelândia - Parada de Singles RIANZ               | 7              |
| Portugal - Top 50 Nacional                            | 5              |
| Suécia - Top 60                                       | 14             |
| United World Chart                                    | 29             |
| Reino Unido - Top 75                                  | 29             |
| Áustria - Top 75                                      | 43             |
| Irlanda - Top 50                                      | 43             |
| Suíça - Top 100                                       | 42             |
| Chéquia - Top 20 Rock Moderno                         | 1              |